# ییریکوف (ناحیه برونتال)
ییریکوف (به چکی: Jiříkov) یک منطقهٔ مسکونی در جمهوری چک است که در شهرستان برونتال واقع شده‌است. ییریکوف ۳۵٫۲۷ کیلومتر مربع مساحت و ۳۱۷ نفر جمعیت دارد و ۴۴۵ متر بالاتر از سطح دریا واقع شده‌است.